# Ulica Wojska Polskiego w Sokołowie Małopolskim

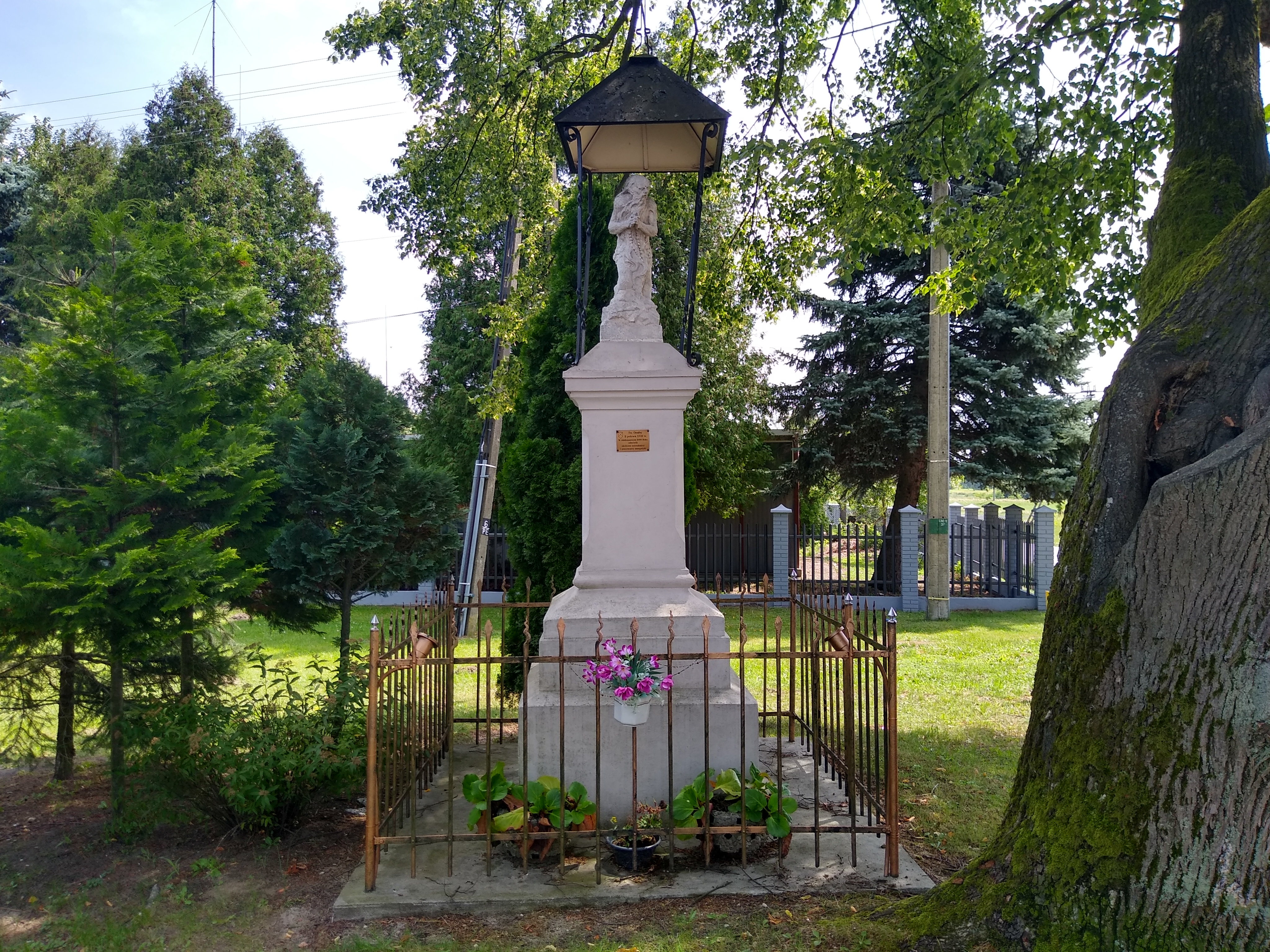
Kapliczka św. Onufrego

Ulica Wojska Polskiego – ulica w Sokołowie Małopolskim. Przez większość historii znana pod nazwą „ulica Leżajska”.
Ulica współcześnie ma około kilometra długości. Rozpoczyna bieg od skrzyżowania z ulicą Rzeszowską przy południowo-wschodnim rogu rynku, po czym biegnie mniej więcej na wschód, kilkukrotnie lekko zakręcając. Kończy się skrzyżowaniem z ulicą Tysiąclecia, która współcześnie biegnie do granicy miasta i jej przedłużeniem jest droga do Leżajska. Ma status drogi gminnej.

## Historia i nazwa
Ulica Wojska Polskiego początkowo nosiła nazwę Leżajska, od miasta, ku któremu prowadziła. Znane są różne warianty zapisu tej nazwy, głównie „Leżańska”. Dwukrotnie pojawiła się wersja „Rozeńska”. Pierwsze zachowane potwierdzenie nazwy pochodzi z 1668 roku (w wersji „Rozeńska”). W XVII wieku przedłużeniem jej zabudowy za wałem miejskim były zgrupowania domów pod nazwą Przedmieście za Bramą Leżajską i Dalsze Przedmieście Leżajskie. Prawdopodobnie do któregoś z nich stosowana była również nazwa Przedmieście Jarosławskie (nawiązujące do Jarosławia). Po drugiej wojnie światowej nazwę ulicy zmieniono na „Wojska Polskiego”. Jest to jedyna znana zmiana nazwy tej ulicy (w czasie okupacji niemieckiej zachowano nazwę nawiązującą do Leżajska).

## Ważniejsze obiekty
W latach 50. i 60. znaczną część zabudowy ulicy wpisano do ewidencji zabytków. Mimo to część z nich uległa całkowitemu zniszczeniu. W 1992 roku do rejestru zabytków wpisano układ urbanistyczny Sokołowa pod numerem A-1246. W jego ramach wymieniono historyczną zabudowę i wpisano dwadzieścia budynków (domów lub stodół) z numeracją ulicy Wojska Polskiego. Część z nich również już nie istnieje. W 2005 roku w gminnej ewidencji zabytków umieszczono 23 obiekty pochodzące z XIX lub pierwszych dekad XX w. Cztery z nich to stodoły, jedna stajnia, a pozostałe to domy. Większość jest drewniana, a wiele opatrzono adnotacją o złym lub bardzo złym stanie.
Przy skrzyżowaniu z ul. Reymonta, niegdyś przy granicy miasta, znajduje się osiemnastowieczna, rokokowa figura św. Onufrego. Stylistycznie wiązana jest ze lwowską szkołą rzeźby Antoniego Osińskiego, ale nie jest znane jej rzeczywiste autorstwo. Jej fundatorami według tradycji mieli być sokołowscy kupcy.